# Condado de Pulaski (Kentucky)
El condado de Pulaski (en inglés: Pulaski County), fundado en 1799, es uno de 120 condados del estado estadounidense de Kentucky. En el año 2000, el condado tenía una población de 59,200 habitantes y una densidad poblacional de 33 personas por km². La sede del condado es Somerset.

## Geografía
Según la Oficina del Censo, el condado tiene un área total de 1753 km² (676,8 mi²), de la cual 1715 km² (662,2 mi²) es tierra y 39 km² (15,1 mi²) (2.28%) es agua.

### Condados adyacentes
- Condado de Lincoln (norte)
- Condado de Rockcastle (noreste)
- Condado de Laurel (este)
- Condado de McCreary (sureste)
- Condado de Wayne (suroeste)
- Condado de Russell (oeste)
- Condado de Casey (noroeste)

## Demografía
Según la Oficina del Censo en 2000, los ingresos medios por hogar en el condado eran de $27,370, y los ingresos medios por familia eran $32,350. Los hombres tenían unos ingresos medios de $27,398 frente a los $19,236 para las mujeres. La renta per cápita para el condado era de $15,352. Alrededor del 19.10% de la población estaban por debajo del umbral de pobreza.

## Localidades
| - Burnside - Eubank | - Ferguson - Nancy | - Science Hill - Shopville | - Somerset |